# Polemon collaris
Polemon collaris (комірцева змієїдна змія) — вид отруйних змій родини земляних гадюк (Atractaspididae). Мешкає в Центральній Африці.

## Підвиди
Виділяють три підвиди:
- Polemon collaris brevior (de Witte & Laurent, 1947);
- Polemon collaris collaris (Peters, 1881);
- Polemon collaris longior (de Witte & Laurent, 1947).

## Поширення і екологія
Комірцеві змієїдні змії поширені від крайнього південного сходу Нігерії через Камерун, Центральноафриканську Республіку, Екваторіальну Гвінею, Габон, Республіку Конго і Демократичну Республіку Конго до Анголи і Уганди, а також на острові Біоко. Вони живуть в галерейних лісах і саванах, на висоті до 1200 м над рівнем моря. Ведуть наземний, риючий спосіб життя.